# EN 60601-2-51
Die EN 60601-2-51 mit dem Titel „Medizinische elektrische Geräte – Teil 2-51: Besondere Festlegungen für die Sicherheit einschließlich der wesentlichen Leistungsmerkmale von aufzeichnenden und interpretierenden Einkanal- und Mehrkanal-Elektrokardiographen“ ist Teil der Normenreihe EN 60601.
Herausgeber der DIN-Norm DIN EN 60601-2-51 ist das Deutsche Institut für Normung.
Die Norm basiert auf der internationalen Fassung IEC 60601-2-51. Im Rahmen des VDE-Normenwerks ist die Norm als VDE 0750-2-51 klassifiziert, siehe DIN-VDE-Normen Teil 7.
Diese Ergänzungsnorm regelt allgemeine Festlegungen für die Sicherheit, Prüfungen und Richtlinien für aufzeichnende und interpretierende Einkanal- und Mehrkanal-Elektrokardiographen.
Die Norm wurde 2015 zurückgezogen und durch die aktuelle Fassung der Norm EN 60601-2-25 ersetzt.

## Anwendungsbereich
Diese besonderen Festlegungen bestimmen Sicherheitsanforderungen, einschließlich wesentlicher Leistungsmerkmale, für aufzeichnende und analysierende Elektrokardiographen, einkanalig und mehrkanalig. Das Gerät kann beaufsichtigt oder unbeaufsichtigt sein. Diese besonderen Festlegungen ergänzen EN 60601-2-25 und ihre Änderung 1.1999.

## Zusatzinformation
Folgende geänderte Anforderungen sind in der EN 60601-2-51 enthalten (Auszug):
- Genauigkeit der Betriebsdaten